# Moån (naturreservat)
Moån är ett naturreservat i Kalix kommun i Norrbottens län.
Området är naturskyddat sedan 2005 och är 0,4 kvadratkilometer stort. Reservatet omfattar en två kilometer forsrik sträcka av Moån med närmaste omgivning. Reservatet har inrättas för att freda  åns bottenfauna.